# St. Georg (Dörna)

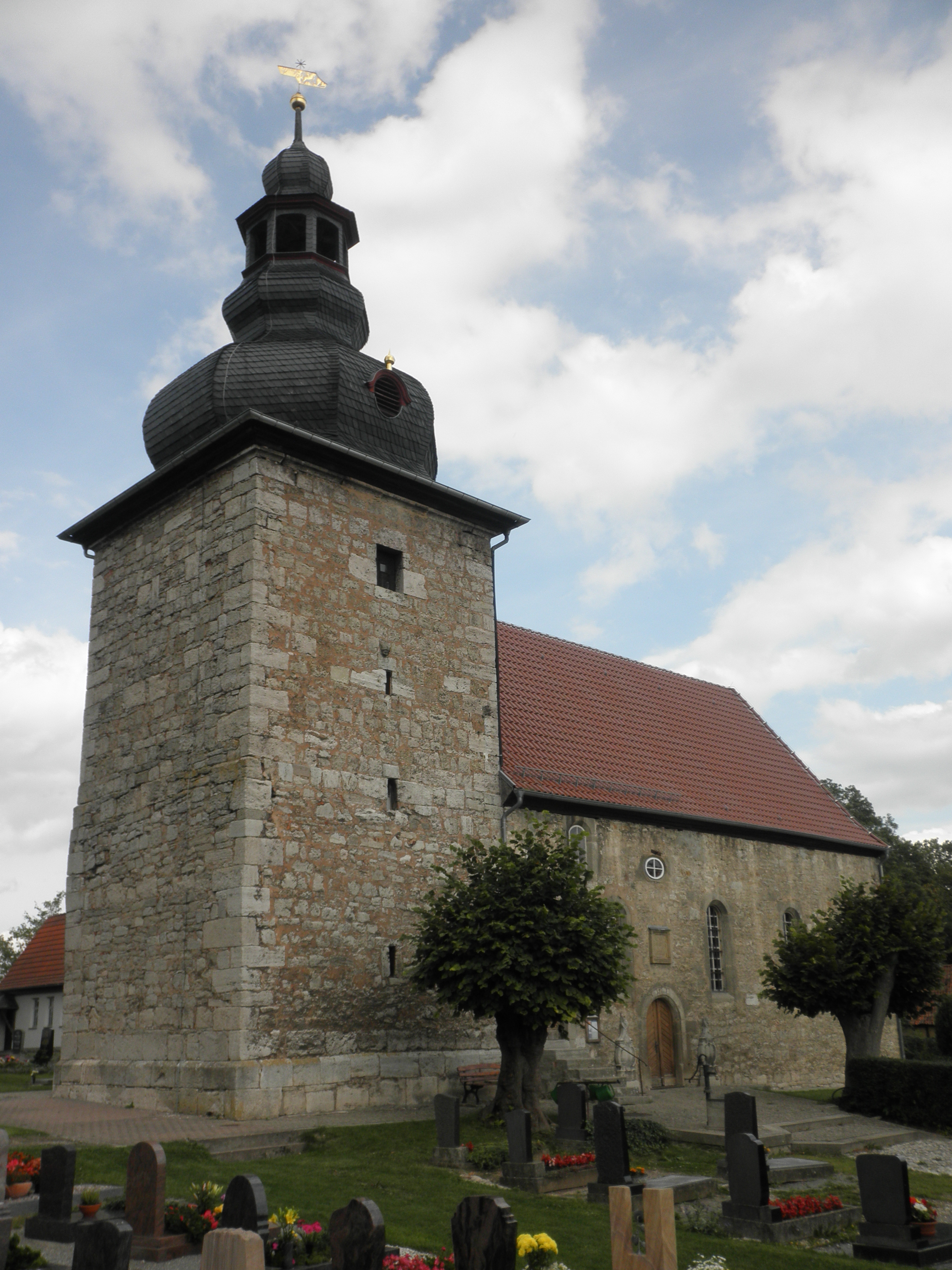
Kirche St. Georg in Dörna

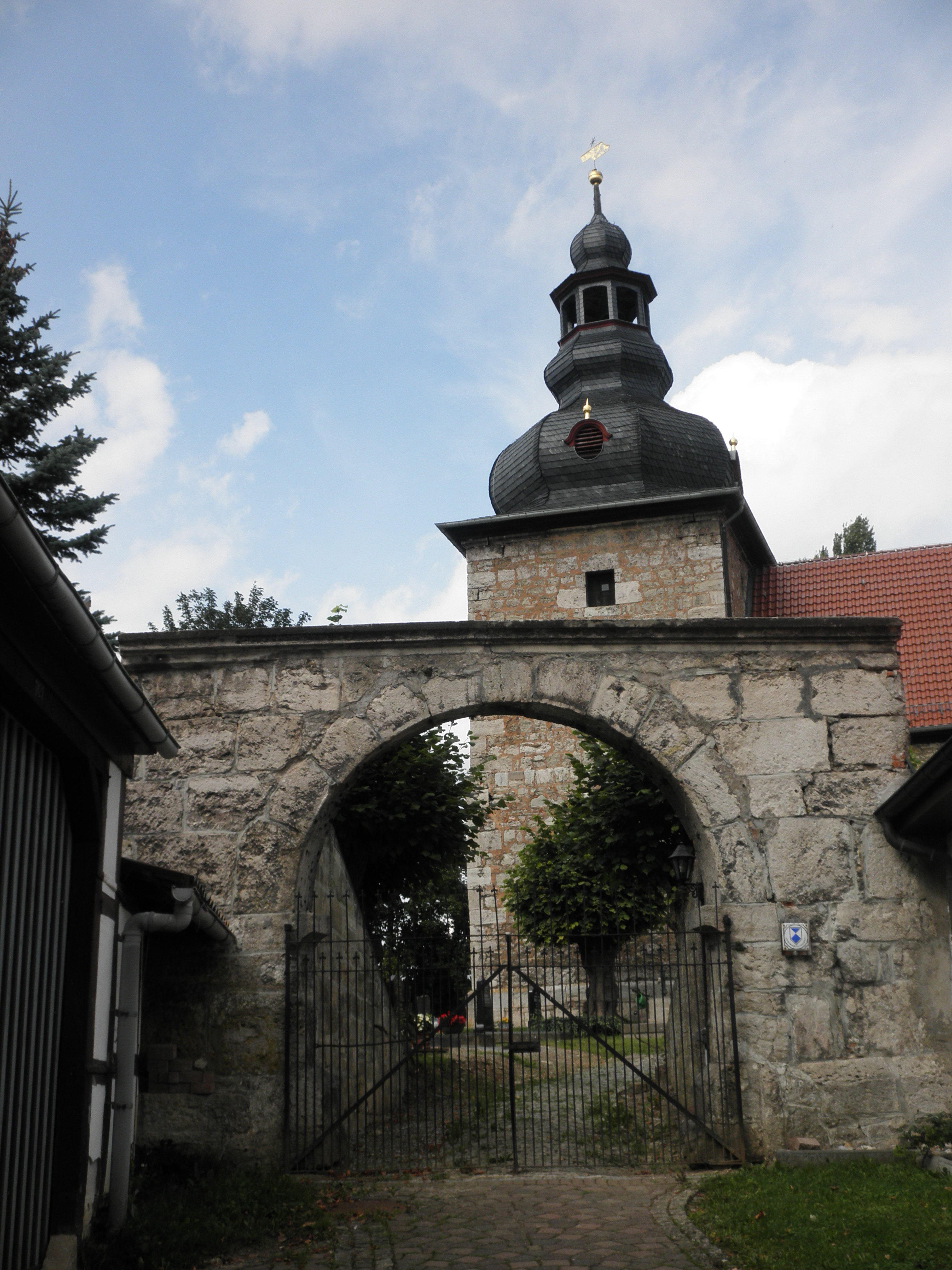
Portal zum Kirchhof

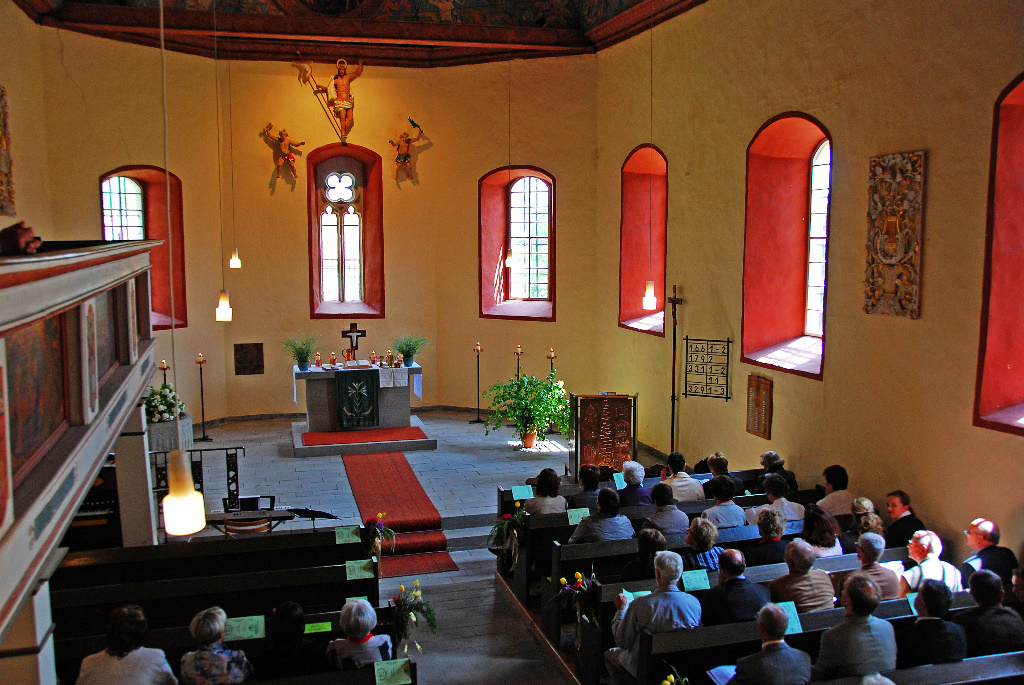
Blick auf den Altarraum

Die evangelische Kirche St. Georg ist ein Kirchengebäude in Dörna, einem Ortsteil von Unstruttal, im Unstrut-Hainich-Kreis (Thüringen).

## Geschichte und Architektur
Bei dem Gebäude handelt es sich um eine im Kern romanische Saalkirche, die im Laufe der Zeit mehrfach verändert wurde. Ursprünglich unterstand sie dem Patrozinium der Apostel Petrus und Paulus, der Bau mit einem Südwestturm steht in erhöhter Lage. Er wurde wohl an der Stelle einer Ringburg des 1. Jahrhunderts vor Christus errichtet. Im Gewände des Portals zwischen Turm und Gemeindesaal ist auf dem freigelegten Kalkanstrich eine Inschrift in Rötel A. Domini 1119 erhalten. Diese Jahreszahl wird als Gründungsjahr gedeutet, da auch Chroniken gleichlautend berichten. Von der wahrscheinlichen Wehrkirchenanlage des Mittelalters sind der Mauerring mit dem südlichen Torhaus vom 13. Jahrhundert, Teilen des Turms und der nördlichen Wand des Schiffes erhalten. Die Aufstockung des Kirchturmes erfolgte zwischen 1290 und 1470, er bekam seine Gestalt als Wehr- und Fliehturm und bildete so das Zentrum der Verteidigungsanlage. Das Gebäude wurde mehrfach erweitert, letztmals 1713. Der Innenraum erhielt bei der durchgreifenden Renovierung von 1965 bis 1970 eine neue Gestaltung.

## Ausstattung
- Die Orgel auf der Westempore wurde 1702 für die Maria-Magdalena-Kirche des Karmeliterklosters Mühlhausen erbaut und gilt als herausragendes Werk des Orgelbauers Johann Friedrich Wender. Aller Wahrscheinlichkeit nach bespielte Johann Sebastian Bach die Orgel regelmäßig während seiner Mühlhäuser Schaffenszeit 1707/08, weswegen sie auch als „Bachorgel“ bezeichnet wird. Über Umwege kam die Orgel im 20. Jahrhundert in die Kirche von Wenders Heimatort Dörna.[5][6] Nach Umsetzung und Einlagerung wurde das Instrument 1997–2001 durch die Orgelwerkstatt Wegscheider restauriert.[7]
- Der Taufstein weist eine flache Werksteinornamentik auf, er stammt vermutlich aus neugotischer Zeit.[2]
- Zwei der drei Glocken im Turm stammen aus dem 13. Jahrhundert, die dritte wurde 1471 gegossen. Eine vierte, 1626 gefertigte Glocke in der Laterne übernimmt den Stundenschlag.